# Кошлоуші
Кошло́уші (рос. Кошлоуши, чув. Кушлавăш) — село у складі Вурнарського району Чувашії, Росія. Входить до складу Єршипосинського сільського поселення.
Населення — 103 особи (2010; 118 у 2002).
Національний склад:
- чуваші — 99 %